# João Pinheiro (Schiedsrichter)
João Pedro Silva Pinheiro (* 4. Januar 1988 in Braga) ist ein portugiesischer Fußballschiedsrichter.

## Werdegang
Pinheiro leitet seit der Saison 2014/15 Spiele in der portugiesischen Segunda Liga und seit der Saison 2015/16 Spiele in der Primeira Liga. In dieser hatte er bereits über 147 Einsätze.
Seit 2016 steht Pinheiro auf der Liste der FIFA-Schiedsrichter und leitet internationale Fußballspiele.
In der Saison 2019/20 leitete Pinheiro erstmals ein Spiel in der Europa League, in der Saison 2022/23 erstmals ein Spiel in der Champions League. Zudem pfiff er bereits Partien in der Nations League, in der EM-Qualifikation für die Europameisterschaft 2021 und die EM 2024, in der europäischen WM-Qualifikation für die Weltmeisterschaft 2022 in Katar sowie Freundschaftsspiele.
Bei der U-21-Europameisterschaft 2019 in Italien und San Marino sowie bei der Europameisterschaft 2021 wurde Pinheiro als Videoschiedsrichter eingesetzt.
Seit der zweiten Hälfte der Saison 2024/25 zählt Pinheiro zur Gruppe der UEFA-Elite-Schiedsrichter, der höchsten Schiedsrichter-Kategorie.